# Júbilo Iwata 1999
Questa voce raccoglie le informazioni riguardanti lo Júbilo Iwata nelle competizioni ufficiali della stagione 1999.

## Stagione
Nuovamente affidato in estate alla guida tecnica di Takashi Kuwahara, lo Júbilo Iwata ritornò alla vittoria del titolo nazionale: qualificatasi alla finale dopo aver vinto il girone di andata a scapito del Verdy Kawasaki, la squadra incontrò lo Shimizu S-Pulse, regolato solamente ai calci di rigore e dopo che le due gare si erano concluse con il punteggio complessivo di 3-3. In entrambe coppe lo Júbilo Iwata fu invece eliminato ai quarti di finale, perdendo di misura l'incontro di Coppa dell'Imperatore contro il Nagoya Grampus Eight e subendo uno 0-2 interno dal Kashiwa Reysol, nella gara di ritorno dei quarti di J.League Cup.

## Maglie e sponsor
Le magliette, prodotte dalla Puma, recano sulla parte anteriore lo sponsor Nestlé.
| Manica sinistra · Maglietta · Manica destra · Pantaloncini · Calzettoni | Manica sinistra · Manica sinistra · Maglietta · Maglietta · Manica destra · Manica destra · Pantaloncini · Calzettoni |  |

## Rosa
| N. |                     | Ruolo | Calciatore         |
| -- | ------------------- | ----- | ------------------ |
| 1  | Giappone (bandiera) | P     | Yūshi Ozaki        |
| 2  | Giappone (bandiera) | D     | Hideto Suzuki      |
| 3  | Giappone (bandiera) | D     | Takuma Koga        |
| 4  | Brasile (bandiera)  | D     | Adílson Batista    |
| 5  | Giappone (bandiera) | D     | Makoto Tanaka      |
| 6  | Giappone (bandiera) | C     | Toshihiro Hattori  |
| 7  | Giappone (bandiera) | C     | Hiroshi Nanami     |
| 8  | Giappone (bandiera) | C     | Daisuke Oku        |
| 9  | Giappone (bandiera) | A     | Masashi Nakayama   |
| 10 | Giappone (bandiera) | C     | Toshiya Fujita     |
| 11 | Giappone (bandiera) | C     | Kiyokazu Kudo      |
| 12 | Giappone (bandiera) | P     | Tomoaki Ōgami      |
| 13 | Giappone (bandiera) | A     | Nobuo Kawaguchi    |
| 14 | Giappone (bandiera) | D     | Takahiro Yamanishi |
| 15 | Giappone (bandiera) | C     | Akira Konno        |
| 16 | Giappone (bandiera) | P     | Hiroki Kobayashi   |
| 17 | Giappone (bandiera) | D     | Kōji Maeda         |
| 18 | Giappone (bandiera) | A     | Norihisa Shimizu   |

| N. |                     | Ruolo | Calciatore        |
| -- | ------------------- | ----- | ----------------- |
| 19 | Giappone (bandiera) | A     | Naohiro Takahara  |
| 20 | Giappone (bandiera) | D     | Jō Kanazawa       |
| 21 | Giappone (bandiera) | P     | Hiromasa Yamamoto |
| 22 | Giappone (bandiera) | D     | Yoshinobu Minowa  |
| 23 | Giappone (bandiera) | C     | Takashi Fukunishi |
| 24 | Giappone (bandiera) | C     | Kōji Sakamoto     |
| 25 | Giappone (bandiera) | D     | Yasushi Kita      |
| 26 | Giappone (bandiera) | C     | Norihiro Nishi    |
| 27 | Giappone (bandiera) | D     | Hideyuki Taizawa  |
| 28 | Giappone (bandiera) | D     | Tomoki Yamada     |
| 29 | Giappone (bandiera) | C     | Takahiro Kawamura |
| 30 | Giappone (bandiera) | C     | Kazuki Kuranuki   |
| 31 | Giappone (bandiera) | P     | Go Kaburaki       |
| 32 | Russia (bandiera)   | A     | Dmitrij Radčenko  |
| 33 | Paraguay (bandiera) | C     | Roberto Torres    |
| 34 | Giappone (bandiera) | D     | Masahiro Andō     |
| 35 | Giappone (bandiera) | D     | Fumitake Miura    |

## Risultati

### J1 League

#### Prima fase
| Iwata 6 marzo 1999 1ª giornata | Júbilo Iwata | 3 – 1 | Vissel Kōbe |  |

| Hiroshima 13 marzo 1999 2ª giornata | Sanfrecce Hiroshima | 0 – 1 | Júbilo Iwata |  |

| Iwata 20 marzo 1999 3ª giornata | Júbilo Iwata | 3 – 0 | Verdy Kawasaki |  |

| Hiratsuka 27 marzo 1999 4ª giornata | Bellmare Hiratsuka | 2 – 1 | Júbilo Iwata |  |

| Iwata 3 aprile 1999 5ª giornata | Júbilo Iwata | 2 – 1 | Kyoto Purple Sanga |  |

| Kashiwa 10 marzo 1999 6ª giornata | Kashiwa Reysol | 0 – 1 | Júbilo Iwata |  |

| Iwata 17 aprile 1999 7ª giornata | Júbilo Iwata | 1 – 0 | Yokohama F·Marinos |  |

| Shizuoka 24 aprile 1999 8ª giornata | Shimizu S-Pulse | 2 – 5 | Júbilo Iwata |  |

| Iwata 19 maggio 1999 9ª giornata | Júbilo Iwata | 1 – 2 (d.t.s.) | Cerezo Osaka |  |

| Iwata 26 maggio 1999 10ª giornata | Júbilo Iwata | 1 – 0 (d.t.s.) | Avispa Fukuoka |  |

| Tokyo 5 maggio 1999 11ª giornata | Kashima Antlers | 1 – 2 (d.t.s.) | Júbilo Iwata |  |

| Iwata 8 maggio 1999 12ª giornata | Júbilo Iwata | 4 – 3 | Urawa Reds |  |

| Nagoya 15 maggio 1999 13ª giornata | Nagoya Grampus | 1 – 2 | Júbilo Iwata |  |

| Iwata 22 maggio 1999 14ª giornata | Júbilo Iwata | 1 – 0 | Gamba Osaka |  |

| Ichihara 29 maggio 1999 15ª giornata | JEF United | 2 – 1 | Júbilo Iwata |  |

### Seconda fase
| Yokohama 6 agosto 1999 16ª giornata | Yokohama F·Marinos | 3 – 0 | Júbilo Iwata |  |

| Iwata 14 agosto 1999 17ª giornata | Júbilo Iwata | 0 – 1 | Shimizu S-Pulse |  |

| Osaka 18 agosto 1999 18ª giornata | Cerezo Osaka | 3 – 2 (d.t.s.) | Júbilo Iwata |  |

| Fukuoka 21 agosto 1999 19ª giornata | Avispa Fukuoka | 0 – 2 | Júbilo Iwata |  |

| Iwata 28 agosto 1999 20ª giornata | Júbilo Iwata | 0 – 4 | Kashima Antlers |  |

| Tokyo 4 settembre 1999 21ª giornata | Urawa Reds | 1 – 2 (d.t.s.) | Júbilo Iwata |  |

| Iwata 11 settembre 1999 22ª giornata | Júbilo Iwata | 1 – 2 | Nagoya Grampus |  |

| Osaka 15 settembre 1999 23ª giornata | Gamba Osaka | 3 – 1 (d.t.s.) | Júbilo Iwata |  |

| Iwata 18 settembre 1999 24ª giornata | Júbilo Iwata | 1 – 2 (d.t.s.) | JEF United |  |

| Kobe 23 settembre 1999 25ª giornata | Vissel Kōbe | 0 – 0 | Júbilo Iwata |  |

| Tokyo 30 ottobre 1999 26ª giornata | Verdy Kawasaki | 1 – 0 | Júbilo Iwata |  |

| Iwata 7 novembre 1999 27ª giornata | Júbilo Iwata | 5 – 2 | Sanfrecce Hiroshima |  |

| Iwata 27 ottobre 1999 27ª giornata | Júbilo Iwata | 0 – 1 | Kashiwa Reysol |  |

| Kyoto 23 novembre 1999 29ª giornata | Kyoto Purple Sanga | 2 – 6 | Júbilo Iwata |  |

| Iwata 27 novembre 1999 30ª giornata | Júbilo Iwata | 3 – 2 | Bellmare Hiratsuka |  |

## Statistiche

### Statistiche di squadra
| Competizione          | Punti | Totale | Totale | Totale | Totale | Totale | Totale | DR  |
| Competizione          | Punti | G      | V      | N      | P      | Gf     | Gs     | DR  |
| --------------------- | ----- | ------ | ------ | ------ | ------ | ------ | ------ | --- |
| J. League Division 1  | 49    | 30     | 17     | 1      | 12     | 52     | 42     | +10 |
| J. League Cup         | -     | 4      | 1      | 2      | 1      | 3      | 4      | -1  |
| Coppa dell'Imperatore | -     | 3      | 2      | 0      | 1      | 5      | 1      | +4  |
| Totale                | -     | 37     | 20     | 2      | 14     | 60     | 47     | +13 |

### Statistiche dei giocatori
| Giocatore | J. League Division 1 | J. League Division 1 |
| Giocatore | Presenze             | Reti                 |
| --------- | -------------------- | -------------------- |
| Ando      | 4                    | 0                    |
| Batista   | 7                    | 0                    |
| Fujita    | 29                   | 4                    |
| Fukunishi | 27                   | 10                   |
| Hattori   | 29                   | 0                    |
| Kawaguchi | 18                   | 1                    |
| Kanazawa  | 12                   | 0                    |
| Kita      | 3                    | 0                    |
| Koga      | 8                    | 0                    |
| Konno     | 1                    | 0                    |
| Kudo      | 20                   | 0                    |
| Maeda     | 15                   | 1                    |
| Miura     | 5                    | 1                    |
| Nakayama  | 23                   | 6                    |
| Nanami    | 15                   | 4                    |
| Nishi     | 13                   | 4                    |
| Ogami     | 20                   | 0                    |
| Oku       | 28                   | 7                    |
| Ozaki     | 11                   | 0                    |
| Radchenko | 5                    | 0                    |
| Shimizu   | 17                   | 1                    |
| Suzuki    | 28                   | 3                    |
| Takahara  | 21                   | 9                    |
| Tanaka    | 16                   | 0                    |
| Torres    | 1                    | 0                    |
| Yamanishi | 11                   | 0                    |